# Меч і чаклун (фільм)
Меч і чаклун (англ. The Sword and the Sorcerer) — американський пригодницький бойовик 1982 року.

## Сюжет
Чарівник, який спав більше тисячі років, повстав з своєї могили на занедбаному острові на краю світу і розбудив сили зла. Протистояти злу може тільки чарівний меч.

## У ролях
- Лі Горслі — принц Тейлон
- Кетлін Беллер — принцеса Алана
- Саймон Маккоркіндейл — принц Міка
- Джордж Махаріс — Мачеллі: канцлер війни
- Річард Лінч — Тітус Кромвель
- Ентоні Де Лонгіс — Родріго
- Роберт Тесс'єр — Вердаго
- Ніна Ван Палландт — Малія
- Анна Бйорн — Елізабет: блудниця Кромвеля
- Джефф Корі — Креккус
- Джозеф Рускін — Малкольм
- Джо Регалбуто — Даріус
- Расс Марін — Могуллен
- Ерл Мейнард — Морган
- Джордж Мердок — Квейд
- Корінн Кальве